# Stazione di Passomartino
La stazione di Passomartino era una stazione ferroviaria posta al km 241+113 della linea Messina-Siracusa.

## Storia
La stazione fu costruita nel corso della realizzazione della strada ferrata tra Messina e Siracusa al centro della Piana di Catania allo scopo di servire per il traffico viaggiatori costituito essenzialmente da contadini e braccianti e per interrompere, ai fini della circolazione dei treni per incrocio o precedenza, la lunga tratta tra la stazione di Bicocca e quella di Valsavoia. Venne aperta il 1º luglio del 1869 conseguentemente all'apertura del tratto di ferrovia tra Catania e Lentini. La stazione ebbe in passato un modesto traffico viaggiatori pendolari e un movimento di merci legato alle attività agricole della zona. Fino alla fine degli anni settanta era raccordata alle grandi aziende agricole e di trasformazione del gruppo Rendo, tra cui la Agrofil. Fu sempre presenziata da Dirigente Movimento fino all'automatizzazione. Il costante calo dell'utenza ne ha determinato l'impresenziamento.

## Strutture e impianti
La stazione consiste di un fabbricato viaggiatori ad una elevazione posto ad est del fascio binari con annesso piccolo fabbricato dei servizi e fiancheggiato da due edifici alloggio personale. La stazione è sempre stata di fermata solo per le categorie di treni viaggiatori locali e per esigenze connesse alla circolazione dei treni. Dagli anni ottanta in poi il traffico viaggiatori è del tutto scomparso.
Il fascio binari comprende il primo binario e il terzo binario di incrocio e precedenza, il secondo di transito. Tutti e tre i binari sono muniti di marciapiedi ma non di sottopassaggi. Il piccolo scalo merci era posto a nord-est del fabbricato a fianco del primo binario della stazione ma è del tutto dismesso.
La stazione divenne posto di movimento esercita in telecomando dalla stazione di Lentini Diramazione e in seguito definitivamente soppressa.

## Movimento
La stazione era servita negli anni settanta da 13 coppie di treni complessivamente di cui, 4 coppie dell'offerta Catania-Siracusa e 9 coppie Catania-Caltagirone. L'offerta si mantenne su 12 coppie di treni nel quadro dell'offerta viaggiatori del periodo 1981-1983 L'offerta giornaliera fu ridotta a 3 treni in arrivo da Catania e 1 di ritorno con l'orario di servizio 1995-1997, infine soppressa in seguito alla trasformazione in posto di movimento.